# Jean Balmino
 (février 2013).
Si vous disposez d'ouvrages ou d'articles de référence ou si vous connaissez des sites web de qualité traitant du thème abordé ici, merci de compléter l'article en donnant les références utiles à sa vérifiabilité et en les liant à la section « Notes et références ».
Jean Benoît Balmino, né à Sain-Bel (département du Rhône) le 17 mars 1894, porté disparu le 24 août 1944 près de la fontaine Sainte-Catherine (en forêt de Lyons) et mort deux jours plus tôt, est un résistant français. Ingénieur du conservatoire national des arts et métiers, employé chez Citroën, il fut résistant durant la Seconde Guerre mondiale, chef de réseau de l'O.R.A. dans le département de l'Eure. Il est porté disparu à compter du 24 août 1944.

## Biographie
Jean Balmino fait ses études à Lyon, puis décide de s'inscrire au Conservatoire national des arts et métiers à Paris, Gaston Doumergue venait juste de promulguer la loi créant le diplôme d'ingénieur pour cette école (22 octobre 1907).  
Après avoir obtenu son diplôme, il est engagé chez Citroën dans l'usine de Levallois, où il travaillera sous la direction d'André Lefèbvre à la conception du projet « TPV ou Type A », future 2CV.
Il se marie et a deux enfants. Avant la guerre, la famille vivait dans un appartement dans le centre de Colombes (aujourd'hui 31 boulevard de Valmy), situé à quelques kilomètres de son lieu de travail.

## Engagement politique
Cet ingénieur était aussi engagé politiquement : ayant reçu la Croix de Guerre 1914-1918, il adhère au mouvement créé par Maurice d'Hartoy en 1927, l'Association des combattants de l'avant et des blessés de guerre cités pour action d'éclat, dite « Croix-de-Feu », puis présidée en 1931 par le colonel François de La Rocque.

## Résistance

### La défaite
Dès 1940, Jean Balmino décide de quitter l'entreprise Citroën pour échapper à la collaboration allemande. Il choisit de s'installer dans sa maison de campagne de Rosay-sur-Lieure dans l'Eure. Il y établit un réseau de résistance pour contrer l'ennemi sous la direction de Roger Thuret .
C'est cette même année que son fils Maurice, âgé de 18 ans, décide de rejoindre l'Afrique du Nord, puis essaye de rejoindre le Tchad, pour enfin s'engager dans les forces aériennes américaines, avec qui il participera au débarquement de 1944 sous l'uniforme américain.

### L'engagement
De petites actions locales éparpillées dans l'Eure, Jean Balmino rejoint l'Organisation de résistance de l'armée (O.R.A.), mouvement créé par le général Aubert Frère en 1943, à la suite de l'invasion allemande en zone libre. Il s'agit d'une organisation apolitique regroupant d'anciens militaires déterminés à résister de façon active contre l'occupant.
Il est sous les ordres de Roger Thuret, responsable de la résistance en Haute-Normandie, qui le nomme chef de trentaine, regroupant plusieurs sizaines de Lyons, Rosay, Touffreville et Lisors.
Après la réorganisation de la résistance en juin 1944, l'historien Marcel Baudot est nommé chef des Forces françaises de l'intérieur de l'Eure, sous le pseudonyme de "Breteuil".

### Opérations
Le réseau est chargé d'assumer les atterrissages des avions anglais qui rapprovisionnent la résistance en armes et autres moyens de subsistance pour la région.
De nombreuses fois le réseau a été dans l'obligation de recueillir et cacher des pilotes anglais, tombés sous la DCA allemande, à charge du réseau de les faire passer par l'Espagne pour qu'ils puissent rejoindre l'Angleterre.

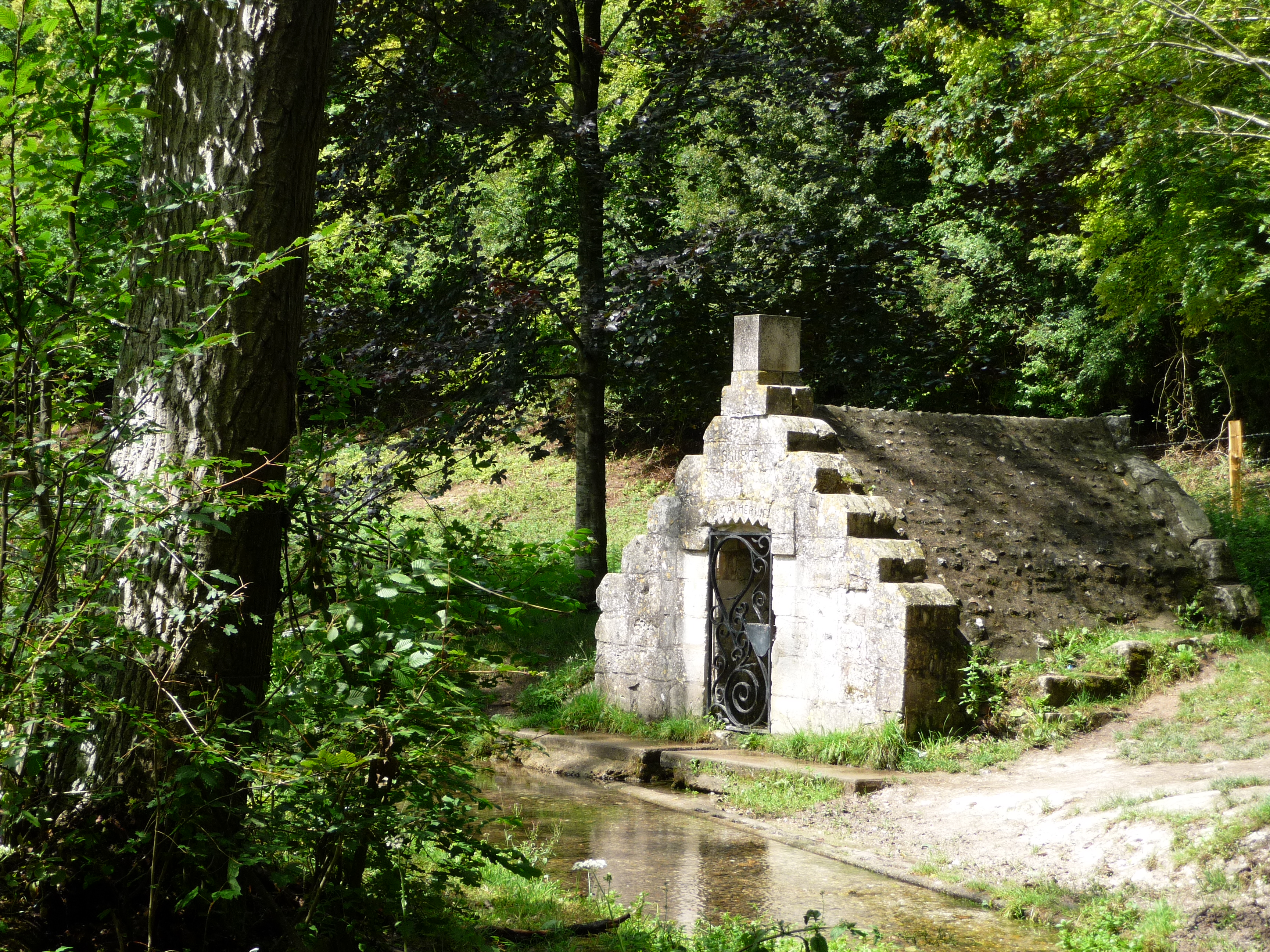
Lieu de l'embuscade …

### Le dernier combat
Le 6 juin 1944, de nombreux engagements ont été signés et Jean Balmino s’inquiète du manque de cohésion de sa trentaine. Celui-ci persuade alors Roger Thuret, pour pallier cette faiblesse, d’organiser fin août « un exercice de mobilisation » en forêt de Lyons, près de Mortemer. Pour les Allemands, ces routes en forêt de Lyons sont d’une grande importance. Elles leur permettent un retrait protégé par le sous-bois en direction de Morgny. L’aviation alliée leur cause des pertes importantes sur les grands axes routiers. Le danger de la situation n’a pas échappé aux résistants les plus expérimentés, l’horrible massacre d’Oradour-sur-Glane est dans tous les esprits.
Le 24 août 1944, un groupe sous le commandement de Jean Balmino se poste en embuscade près de la fontaine Sainte-Catherine, l'issue sera fatale pour le réseau.

## Bilan
Le lendemain, les Allemands font des rafles dans la région, et plusieurs dizaines d'arrestations ciblées sont effectuées, ce qui a contribué au démantèlement du réseau complet… Dénoncés ou pas ? On ne sait pas exactement ce qui a amené les Allemands à arrêter une grande partie des membres du réseau.
Certains ont été portés disparus, leurs corps n'ayant jamais été retrouvés; une grande partie ont été fusillés, leurs corps retrouvés bien après. Et d'autres ont pu par chance échapper et survivre.

### Les disparus
- Jean Balmino, né en 1894, ingénieur, domicilié à Rosay
- André Beauclé, né en 1904, garagiste à Rosay
- André Derly, né en 1896, agriculteur à Lisors

### Les fusillés
- Jean Vallat, né en 1925, étudiant de Lisors
- Jean Belliard, né en 1924, employé au PTT, en visite à son cousin de Lisors
- Guy Léon, né en 1920, bûcheron à Lisors
- Achille Saquepee, né en 1905, ouvrier agricole à Touffréville
- Henri Pétas, né en 1900, de Touffreville
- Gilbert Ouvry, né en 1917, électricien auto à Livors
- Émile Schmitt, né en 1900, marchand de charbon et de vin à Paris
- René Loucopoulos, né 1904, garagiste à Lisors

### Les rescapés
- Albert Delacour, né en 1924, maraîcher à Rosay
- Maître Touraine, né en 1905, notaire à Fleury-la-Forêt
- André Tellier, né en 1906, employé au moulin de Rosay
- Charles Rouland, né en 1917, bûcheron à Rosay
- Fernand Sébastien, né en 1909, chef de sizaine à Lisors
- Roland Marino, né en 1924, de Rosay
- Huguette Verhague, né en 1901, de Mortemer
- Paul Derly, né en 1915, bûcheron à Lisors
- Auguste Derly, né en 1918, bûcheron à Lisors
- Pierre Maillard, né en 1922, de Paris
- Robert Pohu, né en 1907, de Rosay
- Roland Ratel, né en avril 1926, bûcheron à Lisors
- Hallot Serge, né en 1921 à Touffréville

## Après la libération
On n'a jamais retrouvé le corps de Jean Balmino, il a donc été considéré comme disparu et mort  par les autorités. Sa famille, son épouse et son fils Maurice ont épluché en vain les nombreux registres des camps allemands, sans jamais trouver la trace du disparu. 

## Sources
- Jac Remise - Libération 44 dans le Vexin normand, éd. Bertout, 1994  (ISBN 2867432006)
- Serge Ollivier : Les Martyrs de Mortemer
- Témoignage oral de Maurice Balmino, son fils, qui a fait un travail d'enquête à la Libération pour connaître les circonstances de la disparition de son père.